# Sennecey-le-Grand
Sennecey-le-Grand es una comuna francesa situada en el departamento de Saona y Loira, en la región de Borgoña-Franco Condado.

## Demografía
| 2030 | 2116 | 2269 | 2372 | 2568 | 2962 | 2922 |
| Para los censos de 1962 a 1999 la población legal corresponde a la población sin duplicidades (Fuente: INSEE [Consultar]) |      |      |      |      |      |      |